# Сан-Пио-делле-Камере
Сан-Пио-делле-Камере (итал. San Pio delle Camere) — коммуна в Италии, расположена в регионе Абруццо, подчиняется административному центру Л’Акуила.
Население составляет 583 человека (на 2005 г.), плотность населения составляет 33,78 чел./км². Занимает площадь 17,26 км². Почтовый индекс — 67020. Телефонный код — 0862.
покровителем коммуны почитается святой Пий I, папа Римский. Праздник ежегодно празднуется 11 июля.